# قرار مجلس الأمن التابع للأمم المتحدة رقم 2328
قرار مجلس الأمن التابع للأمم المتحد رقم 2328، المتخذ بالإجماع في 19 ديسمبر 2016م. قضى المجلس بنشر مراقبين دوليين في حلب لمراقبة خروج المقاتلين والمدنيين من الأحياء الشرقية للمدينة. وطلب من جميع الجهات في المنطقة بتسهيل وصول هؤلاء المراقبيين إلى المناطق المعنية بالقرار، إضافة إلى احترام موظفي الرعاية الطبية والمساعدة الإنسانية.